# Iacopo del Polta
Iacopo Del Polta (Firenze, 1473 – Firenze, 1539) è stato un poeta italiano, fiorentino noto all'epoca con lo pseudonimo di Iacopo da Bientina, borgo da cui proveniva la propria famiglia.

## Vita e opere
Le notizie sulla gioventù del poeta fiorentino sono assai poche. Dopo un allontanamento da Firenze dovuto alla repressione del Savonarola, delle cui idee era un seguace, egli tornò a Firenze dove esercitò la professione di cerusico e dove iniziò ad elaborare i primi componimenti poetici. Si dilettava nella composizione di frottole, farse e canti carnascialeschi. In età adulta occupò alcune cariche pubbliche della Repubblica di Firenze, tra cui quella di araldo dal 1527 alla sua morte. Nel 1536, in quanto araldo, partecipò all'accoglienza dell'Imperatore Carlo V, organizzata dal duca Alessandro de' Medici.
Il Del Polta raggiunse la notorietà non tanto per la sua attività politica, ma per quella poetica. Egli, infatti, divenne noto nei circoli letterari cittadini per il suo genio letterario buffonesco. Tra tutte le sue opere la Fortuna fu la sua opera più nota redatta negli anni venti del Cinquecento. Si tratta infatti di una farsa in cui il tradizionale dibattito tra i personaggi allegorici si trasforma in un lungo scambio di frasi che ricorda lo stile della commedia. La fama di questa farsa è testimoniata dal fatto che fu stampata in varie edizioni coeve e non: si trova infatti anche un'edizione seicentesca.
I manoscritti e le opere edite di Iacopo Del Polta si trovano conservate in molte antiche biblioteche fiorentine, tra cui la Biblioteca Magliabechiana oggi Biblioteca Nazionale Centrale di Firenze.

## Curiosità
A Iacopo Del Polta è dedicata una via del paese di origine della famiglia, Bientina, ma non nella sua città natale, Firenze.